# اللصب (القبيطة)

تعديل مصدري - تعديل

اللصب هي إحدى قرى عزلة كرش بمديرية القبيطة التابعة لمحافظة لحج، بلغ تعداد سكانها 127 نسمة حسب تعداد اليمن لعام 2004.